# Germán Corengia
Germán Luis Corengia (Buenos Aires, Argentina, 27 de abril de 1981) es un entrenador y exfutbolista argentino.

## Historial como entrenador
Luego de ejercer como coordinador general de las inferiores de Los Andes, en 2009 tomó el control del primer equipo como DT interino con sólo 27 años, cuando el club se encontraba en la Primera B Metropolitana. Tras una racha de 19 puntos obtenidos sobre 21 posibles, el "Milrayitas" llegó a ubicarse al tope del campeonato culminada la primera rueda, mientras que en el torneo posterior estuvo peleando los primeros lugares, terminando cerca de los lugares de ascenso. 
Después de aquel desempeño, a la siguiente temporada llegó a Sacachispas, que se encontraba en la última posición faltando cinco fechas para el término del torneo de la Primera C, incluso con amenazas de sus barras bravas en caso de perder la categoría. El objetivo era salvar la institución del descenso, lo que se cumplió plenamente. 
En 2011 incursionó en el Cuniburo FC, club que disputa la Segunda Categoría de Pichincha de Ecuador, haciendo la primera experiencia fuera de su país. La meta era mantener al equipo en la categoría, pero el "Duende" efectuó una excelente campaña y logró el subcampeonato, con el 70% de efectividad en puntos alcanzados.
Posteriormente hizo su arribo a Chile, específicamente a Deportes Concepción, en donde disputó el ascenso hasta las últimas fechas. Tras no lograr dicha meta, fue desvinculado del León de Collao.
El Club Atlético Acassuso, de la Primera B de la Argentina, resultó su siguiente parada. Encontró al equipo en la última posición y sacó 33 unidades, logrando salvarlo del descenso y clasificarlo al playoff.
En 2013 volvió a cruzar la cordillera, tomando el timón de Lota Schwager, que se encontraba en la cola de la tabla. En esa campaña el equipo de Coronel mantuvo su cupo en la división para la siguiente temporada tras ubicarse tercero en el campeonato de Clausura.  
La continuidad de su carrera se dio en Curicó Unido, donde remató en el tercer lugar con 33 puntos conseguidos en el torneo de Apertura. Ese rendimiento no pudo ser emulado en el Clausura, lo que trae consigo su renuncia del equipo del Maule a cinco fechas del término del campeonato, luego de una racha donde obtuvo 5 de 24 puntos en juego.
Para la temporada siguiente (2015-2016), lideró la banca de Unión San Felipe, también de Primera B, donde llegó a disputar lugares expectantes en el torneo reducido que entregaba cupos a la máxima división del fútbol chileno. Pese a los auspiciosos resultados, el vínculo se corta antes de lo presupuestado.
En 2016 recala en el recién ascendido Rampla Juniors de Uruguay, dejando un saldo de 8 partidos dirigidos, tres victorias, tres empates y dos derrotas, lo que posteriormente ayudó a la permanencia del "Rojiverde" en la máxima categoría del fútbol charrúa. Estos resultados generan una oferta de continuidad. Sin embargo, el alejamiento del grupo inversionista del equipo trae consigo que el DT busque otros rumbos.
En julio de 2017 se integra al cuerpo técnico de la Selección de fútbol de Ecuador que disputó las eliminatorias para Rusia 2018 y la Copa América en calidad de ayudante de campo de Gustavo Quinteros, a quien también acompaña en Al-Nasser de Yeddah, Arabia Saudita, y en Al-Wasl de Emiratos Árabes Unidos de Dubái durante el año 2018.
Pese a recibir ofertas para seguir con Quinteros y unirse al cuerpo técnico de Jorge Sampaoli en Brasil, el entrenador argentino decide volver a Chile. En 2019 regresa a la banca de Unión San Felipe, que hasta ese momento estaba último sin puntos en la tabla de posiciones del torneo de la Primera B. Con el equipo del Aconcagua saca el 62% de las unidades en juego logrando ubicarlo en zona de playoff. Además, fue protagonista de un confuso incidente con un guardia de seguridad de una multitienda local, que terminó con agresiones por parte de Corengia tanto al guardia como a un polícia, además de acusaciones de abuso en contra de la esposa del argentino.
En 2020 da el salto a la Primera División chilena, dirigiendo a Coquimbo Unido. Pese a avanzar de ronda en la Copa Sudamericana 2020, ganar el clásico de la región ante Deportes La Serena, mantuvo al equipo en la 16° posición con 5 puntos cercana al descenso, el DT argentino es desvinculado el 2 de septiembre tras 9 meses de vínculo con la institución “pirata”, siendo el primer entrenador del fútbol chileno cesado tras el regreso de la actividad post pandemia del COVID-19.
En 2021 es contactado para realizar proyectos puntuales de asesoría deportiva para la ANFP vinculados al análisis y desarrollo de los 33 clubes que conforman el fútbol profesional chileno. Sólo duró dos meses en su cargo.

## Clubes

### Como jugador
| Club                         | País      | Año       |
| ---------------------------- | --------- | --------- |
| Almirante Brown de Arrecifes | Argentina | 2003-2004 |

### Como entrenador
Actualizado al 26 de octubre de 2023.
| Club                | País      | Año       | PJ  | PG  | PE | PP | Rendimiento |
| ------------------- | --------- | --------- | --- | --- | -- | -- | ----------- |
| Los Andes           | Argentina | 2009-2010 | 27  | 11  | 10 | 6  | 53.09%      |
| Sacachispas         | Argentina | 2011      | 7   | 3   | 2  | 2  | 52.38%      |
| Cuniburo            | Ecuador   | 2011      | 18  | 11  | 5  | 2  | 70.37%      |
| Deportes Concepción | Chile     | 2012      | 19  | 8   | 6  | 5  | 52.64%      |
| Acassuso            | Argentina | 2012-2013 | 23  | 8   | 6  | 9  | 43.48%      |
| Lota Schwager       | Chile     | 2013-2014 | 34  | 9   | 10 | 15 | 36.27%      |
| Curicó Unido        | Chile     | 2014-2015 | 41  | 15  | 12 | 14 | 46.35%      |
| Unión San Felipe    | Chile     | 2015-2016 | 26  | 9   | 7  | 10 | 43.59%      |
| Rampla Juniors      | Uruguay   | 2016      | 8   | 2   | 3  | 3  | 37.5%       |
| Unión San Felipe    | Chile     | 2019      | 27  | 12  | 9  | 6  | 55.55%      |
| Coquimbo Unido      | Chile     | 2020      | 10  | 2   | 2  | 6  | 26.67%      |
| Cuniburo            | Ecuador   | 2022-Act. | 47  | 21  | 16 | 10 | 56.03%      |
| Total               | Total     | Total     | 287 | 111 | 88 | 88 | 48.9%       |